# Stob a’ Choire Mheadhoin
Stob a’ Choire Mheadhoin – szczyt we Wzgórzach Loch Treig, w Grampianach Centralnych. Leży w Szkocji, w regionie Highland. 